# Komunistyczna Partia Indii (Maoistowska)
Komunistyczna Partia Indii (Maoistowska) (hindi भारतीय कम्युनिस्ट पार्टी (मार्क्सवादी), bengali ভারতের কমিউনিস্ট পার্টি (মাওবাদী), ang. Communist Party of India (Maoist), CPI(M)) – podziemna partia polityczna działająca na terytorium Indii. Powstała 21 września 2004 poprzez połączenie Komunistycznej Partii Indii (Marksistowsko-Leninowskiej) Wojna Ludowa z indyjskim Maoistowskim Centrum Komunistycznym (MCC). Na jej czele stoi Komitet Centralny z Muppalą Laxmanem Rao jako sekretarzem generalnym. W swoich publikacjach partia podaje jako cel swojej działalności obalenie systemu kapitalistycznego oraz budowę socjalizmu i komunizmu drogą rewolucyjną.
W 2006 premier Indii Manmohan Singh określił indyjskich maoistów (naksalitów) jako największe zagrożenie bezpieczeństwa wewnętrznego, jakie kiedykolwiek pojawiło się w tym kraju.

## Ideologia
Jako bazę ideologiczną swojej działalności partia przedstawia „marksizm-leninizm-maoizm”. Podkreśla przy tym wynikającą z koncepcji maoistowskich rolę walki zbrojnej (partyzanckiej) z państwem kapitalistycznym i dążenie do przejęcia władzy przez „rząd ludowy” drogą rewolucji społecznej. Według programu partii walczy ona również z globalizacją i systemem kastowym jako formami ucisku społecznego. W sposób pozytywny partia odnosi się do wojujących organizacji islamskich, które postrzega jako antyimperialistyczne i dążące do wyzwolenia narodowego. Obecnie w linii partyjnej widoczny jest sprzeciw wobec wojującego islamu, maoiści zapowiedzieli że w przypadku ataku talibów razem z armią pomogą obronić kraj. Partia opowiada się za tolerancją religijną, znana jest z obrony mniejszości chrześcijańskiej, która bywa niejednokrotnie represjonowana przez radykalnych hinduistów.

## Obszar i formy działania
Naksalici są obecni w stanach Jharkhand, Bihar oraz częściowo w Chhattisgarh, Maharashtrze, Zachodnim Bengalu i Orissie. Celem partyzantów jest konsolidacja sił na tym obszarze i powołanie „strefy rewolucyjnej”, z której mogłoby rozwijać się uderzenie na pozostałe rejony kraju.
Siłą zbrojną partii jest Partyzancka Armia Wyzwolenia Ludu, licząca według różnych autorów od 9–10 tys. uzbrojonych partyzantów do nawet 20 tys. członków, nie licząc sympatyków, których liczba szacowana jest na dalsze 50 tys.
Partia całkowicie odrzuca udział w demokratycznych wyborach parlamentarnych, rozszerzając swoje wpływy za pomocą walk partyzanckich. Organizuje również zamachy na urzędników państwowych, polityków lokalnych i policjantów. Głównym źródłem finansowania działalności partii jest wymuszanie dwunastoprocentowego podatku od lokalnych przedsiębiorców oraz nakładanie świadczeń na ludność na obszarach, gdzie działają ich struktury, zaś administracja rządowa jest nieobecna. Innym źródłem dochodu jest, według źródeł rządowych, uprawa opium.

## Status prawny
22 czerwca 2009 Komunistyczna Partia Indii (Maoistowska) została zdelegalizowana jako organizacja terrorystyczna. Rząd Indii uważa partię za poważne zagrożenie dla bezpieczeństwa wewnętrznego i deklaruje, że zwalczanie maoistowskiej partyzantki będzie łączył z eliminacją tych problemów społecznych, które skłaniają część indyjskich chłopów i robotników do wspierania organizacji. W 2005 rząd stanu Chhattisgarh zorganizował antymaoistowski ruch Salva Judum (Marsz Pokoju), w ramach którego uzbroił mieszkańców wsi napadanych przez partyzantów.
CPI(M), według materiałów wywiadowczych, utrzymuje kontakty z radykalnymi organizacjami o podobnym profilu politycznym w Nepalu. Jednak Komunistyczna Partia Nepalu (Maoistowska) zaprzecza istnieniu takich powiązań.